# Mimoricopis rufescens
Mimoricopis rufescens là một loài bọ cánh cứng trong họ Cerambycidae.